# Place Saint-Jacques (Paris)
La place Saint-Jacques est une place située dans le quartier du Montparnasse du 14e arrondissement de Paris.

## Situation et accès
La place est accessible par la station Saint-Jacques de la ligne 6.

## Origine du nom
Elle doit son nom à sa proximité avec la rue du Faubourg-Saint-Jacques qui y débouche.

## Historique
C'est l'ancienne « place de la Barrière-Saint-Jacques » qui existait avant 1789.

## Bâtiments remarquables et lieux de mémoire
- La place donne accès à l'édicule de la station Saint-Jacques de la ligne 6 du métro parisien.